# General Parallel File System
General Parallel File System (GPFS, Общая параллельная файловая система) — высокопроизводительная кластерная файловая система, разработанная IBM. GPFS отличается от других кластерных файловых систем возможностью одновременного высокоскоростного доступа к файлам для приложений, выполняющихся на нескольких узлах кластера под управлением операционных систем AIX 5L, Linux или гетерогенного кластера из узлов на AIX, Linux и Windows. Помимо возможностей хранения данных, GPFS предоставляет инструменты для управления и администрирования GPFS-кластера и позволяет осуществлять совместный доступ к файловым системам с удалённых GPFS-кластеров.
GPFS предоставляет высокопроизводительный доступ к данным как для одного узла, так и для множества. GPFS доступна для AIX с 1998 года, на Linux с 2001 года и на Windows с 2009 года.

## История
GPFS изначально разрабатывалась как Tiger Shark file system в 1993 году в исследовательском центре IBM Almaden Research Center. Первый коммерческий релиз GPFS состоялся в 1998 году.
GPFS изначально проектировалась для поддержки мультимедиа-приложений, требовательных к полосе пропускания. Такой дизайн хорошо подходит для научных вычислений. Сегодня GPFS используется на многих суперкомпьютерах из списка 500 самых мощных. С самого начала GPFS была успешно использована для множества коммерческих приложений.